# Casbia eutactopis
Casbia eutactopis är en fjärilsart som beskrevs av Turner 1947. Casbia eutactopis ingår i släktet Casbia och familjen mätare. Inga underarter finns listade i Catalogue of Life.